# Chris Sharrock
Chris Sharrock (Merseyside, 30 de Maio de 1964) é um baterista britânico que tocou com as bandas Broken World, Lightning Seeds, The Icicle Works, The La's e muito em especial com Robbie Williams.
Ele entrou no Oasis em 2008, após o anterior baterista Zak Starkey deixar a banda pelo The Who. Chris não trabalhou no último álbum da banda, Dig Out Your Soul. Sharrock fez sua estreia ao vivo com Oasis em 14 de agosto de 2008, na frente de 150 membros de um fã clube do Oasis.

## Carreira
A carreira de Sharrock começou como membro dos Cherry Boys; ele foi o baterista do primeiro single da banda, "Man to Man", lançado em janeiro de 1981. Sharrock deixou os Cherry Boys para o Icicle Works, com quem ficou até 1988, tocando nos primeiros quatro álbuns da banda. Ele então deixou a banda e juntou-se a the La's, tocando seu hit single "There She Goes". Ele deixou o La's pouco tempo depois, e tocou no segundo álbum The Wild Swans em 1990.
Sharrock subsequentemente se juntou ao World Party como membro oficial em meados dos anos 90, seguido por uma temporada em the Lightning Seeds. Em 1994, ele era um membro de "Terry and the Lovemen", um projeto de gravação único que era na verdade a banda XTC aparecendo em seu próprio álbum de tributo sob um pseudônimo. Sharrock também tocou bateria no álbum de 1995 de Del Amitri Twisted, mas não era um membro oficial da banda. Em 1998, Sharrock era o baterista da banda Robbie Williams, cargo que ocupou pelos próximos 8 anos.
Sharrock se juntou a Oasis em 2008 depois que o baterista anterior Zak Starkey deixou o grupo. Chris não tocou no álbum de 2008 da banda, Dig Out Your Soul, mas tocou na turnê subsequente. Noel Gallagher disse em uma entrevista para MOJO, sobre a nomeação do novo baterista do Oasis, "Liam ainda não está feliz com Chris Sharrock, porque ele é O baterista do Robbie Williams. Eu fui para casa e pensei sobre isso e foi uma tentação demais para irritar Robbie Williams e Liam em um telefonema". Sharrock fez sua estreia ao vivo com o Oasis em 14 de agosto de 2008, na frente de 150 membros do fã-clube Oasis.
Sobre a nomeação de Sharrock como o novo baterista do Oasis, Noel sugeriu que ele "não deveria ficar muito confortável", brincando que eles (Oasis) estavam "tentando quebrar Spinal Tap" pelo número de bateristas.